# Államok vezetői évek szerint
Ez a lista évek szerint tartalmazza az országok államfőinek, kormányfőinek és egyéb uralkodóinak listáit.

## Modern kor

### 21. század
2030 – 2029 – 2028 – 2027 – 2026 – 2025 – 2024 – 2023 – 2022 – 2021
2020 – 2019 – 2018 – 2017 – 2016 – 2015 – 2014 – 2013 – 2012 – 2011
2010 – 2009 – 2008 – 2007 – 2006 – 2005 – 2004 – 2003 – 2002 – 2001

### 20. század
2000 – 1999 – 1998 – 1997 – 1996 – 1995 – 1994 – 1993 – 1992 – 1991
1990 – 1989 – 1988 – 1987 – 1986 – 1985 – 1984 – 1983 – 1982 – 1981
1980 – 1979 – 1978 – 1977 – 1976 – 1975 – 1974 – 1973 – 1972 – 1971
1970 – 1969 – 1968 – 1967 – 1966 – 1965 – 1964 – 1963 – 1962 – 1961
1960 – 1959 – 1958 – 1957 – 1956 – 1955 – 1954 – 1953 – 1952 – 1951
1950 – 1949 – 1948 – 1947 – 1946 – 1945 – 1944 – 1943 – 1942 – 1941
1940 – 1939 – 1938 – 1937 – 1936 – 1935 – 1934 – 1933 – 1932 – 1931
1930 – 1929 – 1928 – 1927 – 1926 – 1925 – 1924 – 1923 – 1922 – 1921
1920 – 1919 – 1918 – 1917 – 1916 – 1915 – 1914 – 1913 – 1912 – 1911
1910 – 1909 – 1908 – 1907 – 1906 – 1905 – 1904 – 1903 – 1902 – 1901

### 19. század
1900 – 1899 – 1898 – 1897 – 1896 – 1895 – 1894 – 1893 – 1892 – 1891
1890 – 1889 – 1888 – 1887 – 1886 – 1885 – 1884 – 1883 – 1882 – 1881
1880 – 1879 – 1878 – 1877 – 1876 – 1875 – 1874 – 1873 – 1872 – 1871
1870 – 1869 – 1868 – 1867 – 1866 – 1865 – 1864 – 1863 – 1862 – 1861

## Középkor

### 11. század
1100 – 1099 – 1098 – 1097 – 1096 – 1095 – 1094 – 1093 – 1092 – 1091
1090 – 1089 – 1088 – 1087 – 1086 – 1085 – 1084 – 1083 – 1082 – 1081
1080 – 1079 – 1078 – 1077 – 1076 – 1075 – 1074 – 1073 – 1072 – 1071
1070 – 1069 – 1068 – 1067 – 1066 – 1065 – 1064 – 1063 – 1062 – 1061
1060 – 1059 – 1058 – 1057 – 1056 – 1055 – 1054 – 1053 – 1052 – 1051
1050 – 1049 – 1048 – 1047 – 1046 – 1045 – 1044 – 1043 – 1042 – 1041
1040 – 1039 – 1038 – 1037 – 1036 – 1035 – 1034 – 1033 – 1032 – 1031
1030 – 1029 – 1028 – 1027 – 1026 – 1025 – 1024 – 1023 – 1022 – 1021
1020 – 1019 – 1018 – 1017 – 1016 – 1015 – 1014 – 1013 – 1012 – 1011
1010 – 1009 – 1008 – 1007 – 1006 – 1005 – 1004 – 1003 – 1002 – 1001

### 10. század
1000 – 999 – 998 – 997 – 996 – 995 – 994 – 993 – 992 – 991
990 – 989 – 988 – 987 – 986 – 985 – 984 – 983 – 982 – 981
980 – 979 – 978 – 977 – 976 – 975 – 974 – 973 – 972 – 971
970 – 969 – 968 – 967 – 966 – 965 – 964 – 963 – 962 – 961
960 – 959 – 958 – 957 – 956 – 955 – 954 – 953 – 952 – 951
950 – 949 – 948 – 947 – 946 – 945 – 944 – 943 – 942 – 941
940 – 939 – 938 – 937 – 936 – 935 – 934 – 933 – 932 – 931
930 – 929 – 928 – 927 – 926 – 925 – 924 – 923 – 922 – 921
920 – 919 – 918 – 917 – 916 – 915 – 914 – 913 – 912 – 911
910 – 909 – 908 – 907 – 906 – 905 – 904 – 903 – 902 – 901

### 9. század
900 – 899 – 898 – 897 – 896 – 895 – 894 – 893 – 892 – 891
890 – 889 – 888 – 887 – 886 – 885 – 884 – 883 – 882 – 881
880 – 879 – 878 – 877 – 876 – 875 – 874 – 873 – 872 – 871
870 – 869 – 868 – 867 – 866 – 865 – 864 – 863 – 862 – 861
860 – 859 – 858 – 857 – 856 – 855 – 854 – 853 – 852 – 851
850 – 849 – 848 – 847 – 846 – 845 – 844 – 843 – 842 – 841
840 – 839 – 838 – 837 – 836 – 835 – 834 – 833 – 832 – 831
830 – 829 – 828 – 827 – 826 – 825 – 824 – 823 – 822 – 821
820 – 819 – 818 – 817 – 816 – 815 – 814 – 813 – 812 – 811
810 – 809 – 808 – 807 – 806 – 805 – 804 – 803 – 802 – 801

### 8. század
800 – 799 – 798 – 797 – 796 – 795 – 794 – 793 – 792 – 791
790 – 789 – 788 – 787 – 786 – 785 – 784 – 783 – 782 – 781
780 – 779 – 778 – 777 – 776 – 775 – 774 – 773 – 772 – 771
770 – 769 – 768 – 767 – 766 – 765 – 764 – 763 – 762 – 761
760 – 759 – 758 – 757 – 756 – 755 – 754 – 753 – 752 – 751
750 – 749 – 748 – 747 – 746 – 745 – 744 – 743 – 742 – 741
740 – 739 – 738 – 737 – 736 – 735 – 734 – 733 – 732 – 731
730 – 729 – 728 – 727 – 726 – 725 – 724 – 723 – 722 – 721
720 – 719 – 718 – 717 – 716 – 715 – 714 – 713 – 712 – 711
710 – 709 – 708 – 707 – 706 – 705 – 704 – 703 – 702 – 701

### 7. század
700 – 699 – 698 – 697 – 696 – 695 – 694 – 693 – 692 – 691
690 – 689 – 688 – 687 – 686 – 685 – 684 – 683 – 682 – 681
680 – 679 – 678 – 677 – 676 – 675 – 674 – 673 – 672 – 671
670 – 669 – 668 – 667 – 666 – 665 – 664 – 663 – 662 – 661
660 – 659 – 658 – 657 – 656 – 655 – 654 – 653 – 652 – 651
650 – 649 – 648 – 647 – 646 – 645 – 644 – 643 – 642 – 641
640 – 639 – 638 – 637 – 636 – 635 – 634 – 633 – 632 – 631
630 – 629 – 628 – 627 – 626 – 625 – 624 – 623 – 622 – 621
620 – 619 – 618 – 617 – 616 – 615 – 614 – 613 – 612 – 611
610 – 609 – 608 – 607 – 606 – 605 – 604 – 603 – 602 – 601

### 6. század
600 – 599 – 598 – 597 – 596 – 595 – 594 – 593 – 592 – 591
590 – 589 – 588 – 587 – 586 – 585 – 584 – 583 – 582 – 581
580 – 579 – 578 – 577 – 576 – 575 – 574 – 573 – 572 – 571
570 – 569 – 568 – 567 – 566 – 565 – 564 – 563 – 562 – 561
560 – 559 – 558 – 557 – 556 – 555 – 554 – 553 – 552 – 551
550 – 549 – 548 – 547 – 546 – 545 – 544 – 543 – 542 – 541
540 – 539 – 538 – 537 – 536 – 535 – 534 – 533 – 532 – 531
530 – 529 – 528 – 527 – 526 – 525 – 524 – 523 – 522 – 521
520 – 519 – 518 – 517 – 516 – 515 – 514 – 513 – 512 – 511
510 – 509 – 508 – 507 – 506 – 505 – 504 – 503 – 502 – 501

### 5. század
500 – 499 – 498 – 497 – 496 – 495 – 494 – 493 – 492 – 491
490 – 489 – 488 – 487 – 486 – 485 – 484 – 483 – 482 – 481
480 – 479 – 478 – 477

## Ókor

### 5. század
480 – 479 – 478 – 477 – 476 – 475 – 474 – 473 – 472 – 471
470 – 469 – 468 – 467 – 466 – 465 – 464 – 463 – 462 – 461
460 – 459 – 458 – 457 – 456 – 455 – 454 – 453 – 452 – 451
450 – 449 – 448 – 447 – 446 – 445 – 444 – 443 – 442 – 441
440 – 439 – 438 – 437 – 436 – 435 – 434 – 433 – 432 – 431
430 – 429 – 428 – 427 – 426 – 425 – 424 – 423 – 422 – 421
420 – 419 – 418 – 417 – 416 – 415 – 414 – 413 – 412 – 411
410 – 409 – 408 – 407 – 406 – 405 – 404 – 403 – 402 – 401

### 4. század
400 – 399 – 398 – 397 – 396 – 395 – 394 – 393 – 392 – 391
390 – 389 – 388 – 387 – 386 – 385 – 384 – 383 – 382 – 381
380 – 379 – 378 – 377 – 376 – 375 – 374 – 373 – 372 – 371
370 – 369 – 368 – 367 – 366 – 365 – 364 – 363 – 362 – 361
360 – 359 – 358 – 357 – 356 – 355 – 354 – 353 – 352 – 351
350 – 349 – 348 – 347 – 346 – 345 – 344 – 343 – 342 – 341
340 – 339 – 338 – 337 – 336 – 335 – 334 – 333 – 332 – 331
330 – 329 – 328 – 327 – 326 – 325 – 324 – 323 – 322 – 321
320 – 319 – 318 – 317 – 316 – 315 – 314 – 313 – 312 – 311
310 – 309 – 308 – 307 – 306 – 305 – 304 – 303 – 302 – 301

### 3. század
300 – 299 – 298 – 297 – 296 – 295 – 294 – 293 – 292 – 291
290 – 289 – 288 – 287 – 286 – 285 – 284 – 283 – 282 – 281
280 – 279 – 278 – 277 – 276 – 275 – 274 – 273 – 272 – 271
270 – 269 – 268 – 267 – 266 – 265 – 264 – 263 – 262 – 261
260 – 259 – 258 – 257 – 256 – 255 – 254 – 253 – 252 – 251
250 – 249 – 248 – 247 – 246 – 245 – 244 – 243 – 242 – 241
240 – 239 – 238 – 237 – 236 – 235 – 234 – 233 – 232 – 231
230 – 229 – 228 – 227 – 226 – 225 – 224 – 223 – 222 – 221
220 – 219 – 218 – 217 – 216 – 215 – 214 – 213 – 212 – 211
210 – 209 – 208 – 207 – 206 – 205 – 204 – 203 – 202 – 201

### 2. század
200 – 199 – 198 – 197 – 196 – 195 – 194 – 193 – 192 – 191
190 – 189 – 188 – 187 – 186 – 185 – 184 – 183 – 182 – 181
180 – 179 – 178 – 177 – 176 – 175 – 174 – 173 – 172 – 171
170 – 169 – 168 – 167 – 166 – 165 – 164 – 163 – 162 – 161
160 – 159 – 158 – 157 – 156 – 155 – 154 – 153 – 152 – 151
150 – 149 – 148 – 147 – 146 – 145 – 144 – 143 – 142 – 141
140 – 139 – 138 – 137 – 136 – 135 – 134 – 133 – 132 – 131
130 – 129 – 128 – 127 – 126 – 125 – 124 – 123 – 122 – 121
120 – 119 – 118 – 117 – 116 – 115 – 114 – 113 – 112 – 111
110 – 109 – 108 – 107 – 106 – 105 – 104 – 103 – 102 – 101

### 1. század
100 – 99 – 98 – 97 – 96 – 95 – 94 – 93 – 92 – 91
90 – 89 – 88 – 87 – 86 – 85 – 84 – 83 – 82 – 81
80 – 79 – 78 – 77 – 76 – 75 – 74 – 73 – 72 – 71
70 – 69 – 68 – 67 – 66 – 65 – 64 – 63 – 62 – 61
60 – 59 – 58 – 57 – 56 – 55 – 54 – 53 – 52 – 51
50 – 49 – 48 – 47 – 46 – 45 – 44 – 43 – 42 – 41
40 – 39 – 38 – 37 – 36 – 35 – 34 – 33 – 32 – 31
30 – 29 – 28 – 27 – 26 – 25 – 24 – 23 – 22 – 21
20 – 19 – 18 – 17 – 16 – 15 – 14 – 13 – 12 – 11
10 – 9 – 8 – 7 – 6 – 5 – 4 – 3 – 2 – 1